# قزل‌آلای دریاچه
قزل‌آلای دریاچه (نام علمی: Salvelinus namaycush) نام یک گونه از سرده آزادماهی‌های شکم‌رنگی است.